# La France est un empire
Pour plus de détails, voir Fiche technique et Distribution.
La France est un empire est un film français patriotique officiel réalisé par Jean d'Agraives, sorti en 1939. Il est coécrit par Emmanuel Bourcier et Jean d'Agraives, et monté par Jean Loubignac.
Il est pressenti pour paraitre à la première édition du Festival de Cannes 1939, annulé en raison de la déclaration de la Seconde Guerre mondiale.